# Icon Comics
Icon Comics — дочерняя компания американского издательства комиксов Marvel Comics. Создана для издания комиксов, авторские права на которые будут находиться в собственности их создателя. Издательство позволяет держать избранный «A-список» авторов, делающих комиксы для Marvel Comics, вместо того, чтобы видеть их работы в собственности других издательств.

## История
В 2004 году издательство печатает серию комиксов Powers Брайана Майкла Бендиса (сценарист) и Майкла Авона Оеминга (художник), а также серию Kabuki Девида Мака, обе серии ранее публиковало издательство Image Comics. В июне 2005 года импринт печатает Dream Police Майкла Дж. Стражински, а в сентябре его The Book of Lost Souls. С октября 2006 года Icon Comics издает серию Criminal Эда Брубекера и Шона Филипса.

## Издания
- Косанова[англ.], авторы Matt Fraction (сценарист) Gabriel Bá (художник) и Fábio Moon (художник).
- Криминал[англ.], авторы Эд Брубекер (сценарист) и Шон Филипс (художник)[3].
- Инкогнито[англ.], авторы Эд Брубекер (сценарист) и Шон Филипс (художник).
- Мечта полиции[англ.]
- Книга потерянных душ[англ.]
- Галактические охотники за головами Джека Кирби[англ.]
- Кабуки[англ.], автор Девид Мак (сценарист и художник).
- Kick-Ass, авторы Марк Миллар (сценарист) и Джон Ромита-младший (художник).
- Millar & McNiven’s Nemesis, авторы Марк Миллар (сценарист) и Стив МакНивен (художник)[4].
- Kingsman
- Сверхспособности[англ.], авторы Брайан Майкл Бендис (сценарист) и Майкл Авон Оеминг (художник)
- Scarlet, авторы Брайан Майкл Бендис (сценарист) и Алекс Малеев (художник)[5].
- Dream Logic, автор Девид Мак (сценарист и художник).
- Супериор[англ.], авторы Марк Миллар (сценарист) и Лейнил Френсис Ю (художник)[6][7].
- Суперворы[англ.]
- Соединенные Штаты Убийства[англ.]